# Gonrieux
Gonrieux (en wallon Gonri) est une section de la ville belge de Couvin située en Région wallonne dans la province de Namur, arrondissement de Philippeville. C'était une commune à part entière avant la fusion des communes de 1977.
Gonrieux se trouve sur le territoire du Parc national de l'Entre-Sambre-et-Meuse (ESEM).
Saint Patron de Gonrieux : Saint-Georges. Les habitants de Gonrieux sont les Gonrieutois (Gonritis).

## Géographie

### Situation
Arrondissement judiciaire : Dinant - Canton de justice de paix : Couvin - Évêché : Namur
Altitude(s): 180 à 330 m.

### Hydrographie
Le village est traversé par le Ry d'Aine qui coule depuis Presgaux puis se jette dans l'étang de Gonrieux (situé à la limite des deux villages) avant de rejoindre l'Eau Noire près de Couvin.

### Hameau
Hameaux et dépendances : Fond-de-l'Eau, La Barrière, Poyue et le Tchafour.

## Évolution démographique
- Source: DGS, 1831 à 1970=recensements population, 1976= habitants au 31 décembre
- 1920: Scission de Presgaux en 1913

## Histoire
Après avoir fait partie du domaine de l'abbaye de Lobbes, en 869, le village se retrouve, au XIIe siècle, dans le patrimoine de l'abbaye du Mont-Cornillon (Liège) comme le prouve une bulle du pape Innocent II (1er mai 1143). Cette abbaye les cède, en 1203, au Prince-Évêque de Liège, Hugues de Pierrepont. Durant la guerre de 1870 entre la Prusse et la France, l’armée belge d’observation est portée à proximité immédiate de la frontière française. Ainsi, le 31 août 1870 le 2e corps d'armée est positionné dans l’Entre-Sambre-et-Meuse où la 5e division se déploie au sud de l’Eau Blanche entre Nismes et Salles. Des soldats seront cantonnés à cette occasion temporairement dans le village.
Diocèse de Liège, Metz (1802), Namur (1823) ; doyenné de Chimay (déjà avant 1559) puis de Couvin (1802). En 1910, le village comptait 1069 habitants. Ce village a englobé jusqu'au 31/07/1913 le territoire de la commune de Presgaux.
On peut voir le plus vieux haut-fourneau de Belgique à la Maison de la métallurgie et de l'industrie de Liège. Il provient de Gonrieux, date de 1693 et fonctionnait au charbon de bois.

## Patrimoine et culture

### Patrimoine architectural
- L'église Saint-Georges et son clocher remarquable qui date du XVIIe siècle. Le reste de l'église, de style néo-roman, constitué de trois nefs, a été reconstruit en 1903, par l'architecte Maréchal, comme le confirme un chronogramme à l'entrée de l'édifice. Matériaux employés : moellons réglés de calcaire, brique et pierre bleue[1]. La tour, de style Louis XIII, présente une flèche baroque, garnie d'un beau bulbe[2]. Le cadran de l'horloge, du côté ouest, est en fer forgé et date de 1732[2]. Le clocher de l'église Saint-Georges est classé. Ce clocher date du XVIIe siècle.
- Chapelles : Sainte-Philomène, Saint-Antoine, Calvaire.
- Potales : Notre-Dame de Fatima, Sainte-Rita, Niche du petit Jésus de Prague.
- Ancienne maison communale. En style néo-classique de la 1re moitié du XIXe siècle[3], place des Combattants.
- Ancien fourneau de Gonrieux. Les forges sont étés exploitées par les Brunet, maîtres de forges, encore mentionnées en 1830 comme propriété du prince de Chimay au XVIIIe siècle et au début du XIXe siècle[4].
- Christ sur croix en bois.
- Le soldat inconnu.
- Vieille pompe.

## Enseignement
Gonrieux dispose de son école communale située à la place des combattants. Cette école a été réaménagée en 1980 en tenant compte de l'accessibilité des écoliers en chaise roulante. Elle accueille les niveaux maternel et primaire.

## Sports et vie associative

### Sports
Club de tennis de table, la J.S. Gonrieux, affilié à la FRBTT, sous le n° N114.

### Vie associative
En 1946, Charles Bastin a fait installer une bascule publique destinée à peser les récoltes, les fourrages, le bétail, le charbon… En 1949, il ouvrit un cabaret puis une salle de cinéma "Mon loisir". Le projectionniste était Armand Dujardin, figure locale célèbre…
La fête communale a lieu durant le premier week-end de juillet. Elle est organisée par le Comité des fêtes, composé de jeunes et de moins jeunes. Dans les années 1980, les 6 heures cyclistes de Gonrieux ont été l'attraction de la fête. Ensuite, le comité a mis sur pied la course de caisses à savon. Mais l'événement désormais incontournable est le cabaret du dimanche après-midi où sketches et parodies rassemblent tous les Gonrieutois.
Le comité organise également l'animation du village lors de la laetare, la Gonry Horror Ballade à l'occasion d'Halloween et contribue à la saint-Nicolas des enfants de l'école communale.
La salle Éducation et loisirs (ancienne école des filles) a été gérée par l'asbl du même nom (de 1977 à 2012). Elle porte désormais le nom de salle du Dowaire.

## Personnes nées à Gonrieux
- Maur Dantine (1688 - 1746), moine bénédictin.